# Vương tộc Stuart
Nhà Stuart, còn được gọi là Nhà Stewart, là một hoàng tộc châu Âu. Được thành lập bởi Robert II của Scotland, những người mang họ Stewart đầu tiên trở thành quốc vương của Vương quốc Scotland trong cuối thế kỷ 14. Tổ tiên trực tiếp của họ (từ Bretagne, Pháp) đã giữ tước vị Hight Steward of Scotland (Đại Quản quan của Scotland) từ thế kỷ thứ 12, sau khi đến băng qua lãnh thổ của Nước Anh thuộc Norman. Tới thế kỷ 17, hoàng tộc này kế thừa lãnh thổ rộng lớn của trong đó bao gồm toàn bộ quần đảo Anh, bao gồm các Vương quốc Anh và Vương quốc Ireland, và vẫn tiếp tục đòi hỏi ngai vàng Vương quốc Pháp. Hoàng tộc này hiện vẫn còn tồn tại như là một gia đình quý tộc của Đảo Anh với trưởng tộc hiện thời là Arthur Stuart, Bá tước thứ 8 Lâu đài Stewart.